# Requiem (Saint-Saëns)

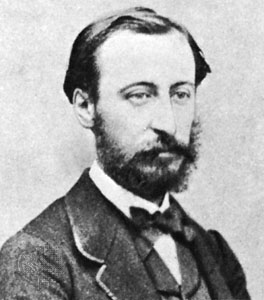
Saint-Saëns im Jahr 1875

Das Requiem, op. 54, ist ein Werk für Soli, Chor und Orchester des französischen Komponisten Camille Saint-Saëns.

## Formaler Aufbau und Instrumentierung

### Aufbau
Die Komposition gliedert sich in acht Sätze:
1. Kyrie
2. Dies Irae
3. Rex Tremendae
4. Oro Supplex
5. Hostias (Offertoire)
6. Sanctus
7. Benedictus
8. Agnus Dei

### Instrumentierung
Solisten (SATB)
Chor
4 Flöten
2 Oboen
2 Englischhörner
4 Fagotte
4 Hörner
4 Posaunen
4 Harfen
Pauken
Streicher
Orgel

## Allgemeines
Saint-Saëns schrieb das Requiem im April 1878 in einem Zeitraum von acht Wochen in Bern. Die Sprache ist, wie in den meisten Requiemvertonungen, Latein. Es gehört nicht zu seinen populärsten Werken.
Das Werk ist dem Mäzen Albert Libon gewidmet, von dem Saint-Saëns im Jahr 1877 100.000 Franc erhalten hatte. Uraufgeführt wurde es am 22. Mai 1878 in der St-Sulpice de Paris, sechs Tage bevor André, der erste Sohn Saint-Saëns', mit zweieinhalb Jahren aus dem Fenster in den Tod stürzte. Das Werk wurde in der Presse weder vorangekündigt noch rezensiert.